# Meilleur parti
Pour Parti pirate, voir Liste des partis pirates.
Le Meilleur parti (en islandais Besti flokkurinn) est un parti politique islandais fondé le 16 novembre 2009. Il a fusionné avec Avenir radieux. Il compte parmi ses rangs l'ancien maire de Reykjavik, Jón Gnarr. En 2010, le parti avait remporté une majorité relative de sièges au conseil municipal de Reykjavik et gouvernait aux côtés de l'Alliance.

## Histoire
Le parti a été créé comme parti satirique par Jón Gnarr, acteur humoriste islandais. À partir de la conception d'un personnage de politique véreux en 2008 destiné à des sketches télévisés, Jón Gnarr transforme cette idée en vidéos de parti satirique nommé « Meilleur parti » et les poste sur le Net. 
Devant le succès des vidéos, il décide de créer et présenter son parti aux élections, qui mêle avancées sociales et promesses loufoques. Beaucoup d'Islandais souffrent alors des conséquences de la Crise économique mondiale de 2008, la faillite de la banque Lehman Brothers ainsi que des malversations des banquiers islandais. Jón Gnarr compose son équipe principalement avec des artistes comme Einar Örn Benediktsson, Óttarr Proppé et Björn Blöndal le bassiste de HAM, tous sans expérience politique. Jón Gnarr reconnaît dès le début qu'il ne pourra pas honorer une de ses promesses faites avant les élections. Comme il revendique que tous les autres partis islandais sont secrètement corrompus, il a promis d'être ouvertement corrompu (« Nous pouvons faire encore plus de promesses que les autres partis parce que nous n'en tiendrons aucune »). Son objectif initial était de faire de la satire dans des thèmes communs dans la politique islandaise, en partie en imitant les expressions standards, les expressions idiomatiques et le jargon utilisé par les politiciens islandais.
D'abord crédité de 0,7 % dans les sondages, les intentions de vote pour le parti de Jón Gnarr atteignent 10 %, puis le double après une campagne axée sur des vidéo simples et joyeuses. Jón Gnarr est éreinté et parfois insulté lors d'entretiens politiques par ses opposants politiques. Pourtant, les sondages grimpent à 38 % quinze jours avant le scrutin. Cependant, après son succès électoral comme maire de Reykjavik le 27 mai 2010, le parti devient beaucoup plus sérieux et montre un véritable intérêt pour gouverner. Il a des positions de gauche sur de nombreuses questions. Bien que Jón Gnarr s'identifie comme anarchiste, le parti dans son ensemble est plus proche du centre-gauche,  .
À la fin de 2012, le parti rejoint Avenir radieux, et participe aux élections législatives islandaises de 2013 sous ce nom. 
Le 17 juin 2014, le social-démocrate Dagur B. Eggertsson, ancien maire de 2007 à 2008, succède à Jón Gnarr au fauteuil de maire de Reykjavik, ce dernier devenant simple conseiller municipal, estimant que « l'exercice du pouvoir a un temps, et que cette chance doit aussi échoir à d'autres hommes de qualité. »

## Plate-forme politique du parti
- Établir des transports publics gratuits pour les étudiants et les pauvres[1]
- Établir des soins dentaires gratuits pour les enfants et les pauvres
- Aider les ménages
- Améliorer les conditions des personnes défavorisées
- Arrêter la corruption
- Établir l'égalité des chances pour tous
- Accroître la transparence dans la vie politique
- Établir une démocratie participative
- Annuler toutes les dettes des ménages islandais
- Attaquer en justice les personnes responsables de l'effondrement bancaire islandais
- Établir l'égalité complète entre les hommes et les femmes
- Écouter davantage les femmes et les personnes âgées

Quelques-unes des propositions les plus loufoques :
- Établir l'accès gratuit des piscines pour tous et des serviettes gratuites
- Inviter un ours polaire au zoo de la ville
- Importation de Juifs en Islande en tant que meilleurs économistes
- Un parlement sans drogue avant 2021
- Un conseil municipal inactif
- Construction d'un Disneyland près de l'aéroport de la capitale[3]

## Élection municipale à Reykjavik en 2010 et mandat de maire
La première élection à laquelle a participé le parti était les élections locales à Reykjavik en 2010. Le programme du parti comportait des serviettes gratuites dans toutes les piscines de la ville, un ours polaire pour le zoo de la ville. Le parti a remporté 6 des 15 sièges du conseil municipal de Reykjavik et gouverne la ville avec l'Alliance comme partenaire de la coalition. Le 27 mai 2010, Jón Gnarr est déclaré maire de Reykjavik, capitale de l'Islande où vivent ou y travaillent environ les deux tiers de la population .
Au moment de la prise de fonction, la situation économique de la ville est catastrophique. Jón Gnarr, malgré ses promesses de « fun », augmente dans un premier temps les prix, fait des coupes dans les services publics et les budgets, regroupe les écoles maternelles. Cependant, en dépensant peu, lui et son équipe développent un vrai plan d'urbanisme, créent des ateliers d'art et des hôtels qui font redémarrer le tourisme et l'immobilier, si bien que le maire obtient 38 % d'opinion favorable dans les sondages. Jón Gnarr quitte pourtant le statut de maire en 2014 pour devenir conseiller municipal et fait disparaître le nom de Meilleur parti,.